# Raymond Rivals-Gincla
Raymond Jacques Pascal Rivals-Gincla est un homme politique français né le 16 avril 1770 à Carcassonne (Aude) et mort le 24 octobre 1819 au même lieu.

## Biographie
Militaire de carrière, il est aide de camp du général Pérignon en l'an IV, puis entre dans l'administration des finances sous le Premier Empire, comme receveur général du département de l'Aude. Il est député en 1815, pendant les Cent-Jours.

## Sources
- « Raymond Rivals-Gincla », dans Adolphe Robert et Gaston Cougny, Dictionnaire des parlementaires français, Edgar Bourloton, 1889-1891 [détail de l’édition]